# Józefowo (gromada)
Józefowo – dawna gromada, czyli najmniejsza jednostka podziału terytorialnego Polskiej Rzeczypospolitej Ludowej w latach 1954–1972.
Gromady, z gromadzkimi radami narodowymi (GRN) jako organami władzy najniższego stopnia na wsi, funkcjonowały od reformy reorganizującej administrację wiejską przeprowadzonej jesienią 1954 do momentu ich zniesienia z dniem 1 stycznia 1973, tym samym wypierając organizację gminną w latach 1954–1972.
Gromadę Józefowo z siedzibą GRN w Józefowie utworzono – jako jedną z 8759 gromad na obszarze Polski – w powiecie mogileńskim w woj. bydgoskim, na mocy uchwały nr 24/9 WRN w Bydgoszczy z dnia 5 października 1954. W skład jednostki weszły obszary dotychczasowych gromad Paledzie Kościelne, Palędzie Dolne, Huta Palędzka, Mielenko, Niestronno i Wieniec oraz miejscowości Huta Padniewska i Przyjma z dotychczasowej gromady Dębno ze zniesionej gminy Mogilno-Zachód w tymże powiecie. Dla gromady ustalono 20 członków gromadzkiej rady narodowej.
1 stycznia 1972 gromadę Józefowo połączono z gromadą Mogilno, tworząc z ich obszarów gromadę Mogilno z siedzibą Gromadzkiej Rady Narodowej w Mogilnie w tymże powiecie (de facto gromadę Józefowo zniesiono, włączając jej obszar do gromady Mogilno).